# 坪头镇
坪头镇，是中华人民共和国陕西省宝鸡市陈仓区下辖的一个乡镇级行政单位。

## 行政区划
坪头镇下辖以下地区：
坪头村、庙沟村、西庄村、椿树滩村、石鱼沟村、四沟滩村、谢家沟村、码头村、安平村、大坪村、周川村、营头村、鹪鹩庄村、新民村、焦家山村、庵里村、赵家山村、南皂村、王家咀村、蔡家湾村、大湾河村、林光村、南山村、北星村和温水村。